# Eckermannite
L'eckermannite (simbolo IMA: Eck) è un raro minerale del supergruppo dell'anfibolo, all'interno del quale viene collocato nel "gruppo degli anfiboli con W(OH,F,Cl)-dominante" e da lì al sottogruppo degli anfiboli di sodio dove occupa un posto nel "gruppo contenente la radice eckermannite nel nome"; essendo un anfibolo, appartiene agli inosilicati e pertanto alla famiglia minerale dei "silicati", e possiede composizione chimica NaNa2(Mg4Al)Si8O22(OH)2.
L'eckermannite è definita con:
- catione sodio dominante in posizione A
- catione magnesio Mg2+ dominante in posizione C2+
- catione alluminio dominante in posizione C3+
- anione idrossile OH dominante in posizione W.

## Etimologia e storia
Il minerale è stato approvato dall'Associazione Mineralogica Internazionale (IMA) nel 2014 con un nuovo olotipo proveniente nell'area delle miniere di giada nello Stato Kachin (in Birmania) perché quello descritto nel 1942 si è scoperto essere realtà fluoro-leakeite.
Il nome è stato attribuito in onore del professor Harry von Eckermann (1886 - 1969), industriale, mineralogista e petrologo svedese per le sue indagini nell'area di Alnö in Svezia.

## Classificazione
La classica nona edizione della sistematica dei minerali di Strunz, aggiornata dall'Associazione Mineralogica Internazionale (IMA) fino al 2009, elenca l'eckermannite nella classe "9. Silicati (germanati)" e da lì nella sottoclasse "9.D Inosilicati"; questa viene ulteriormente suddivisa in base alla struttura del minerale, in modo tale che l'eckermannite possa essere trovata nella sezione "9.DE Inosilicati con catene doppie di periodo 2, Si4O11; clinoanfiboli" dove forma il sistema nº 9.DE.25.
Tale classificazione viene mantenuta invariata anche nell'edizione successiva, proseguita dal database "mindat.org" e chiamata Classificazione Strunz-mindat.
Nella Sistematica dei lapis (Lapis-Systematik) di Stefan Weiß l'eckermannite si trova nella classe dei "silicati" e nella sottoclasse degli "inosilicati"; qui il minerale si trova nella sezione di quelli che hanno struttura "[Si4O11] a due bande 6-; gruppo degli anfiboli; anfiboli alcalini" dove forma il sistema nº VIII/F.08.
Anche la classificazione dei minerali secondo Dana, usata principalmente nel mondo anglosassone, elenca l'eckermannite nella famiglia dei silicati; qui è nella classe degli "inosilicati: catene doppie non ramificate, W=2" e nella sottoclasse degli "inosilicati: catene doppie non ramificate, configurazione anfibolo W=2" dove forma il "gruppo 4, anfiboli di sodio" con il numero di sistema 66.01.03c.

## Abito cristallino
L'eckermannite cristallizza nel sistema monoclino nel gruppo spaziale C2/m (gruppo nº 12) con i parametri reticolari a = 9,8087(7) Å, b = 17,845(1) Å, c = 5,2905(4) Å e β = 103,660(1)°, oltre ad avere 2 unità di formula per cella unitaria.

## Origine e giacitura
L'eckermannite è stata trovata in rocce probabilmente formatesi in condizioni di facies a scisti blu; la paragenesi è con albite e giadeite.
Il minerale è piuttosto raro ed è stato trovato solo in pochi siti sparsi per il mondo; qui si ricorda solo la sua località tipo, presso Hpakant (nello Stato Kachin, Birmania).

## Forma in cui si presenta in natura
L'eckermannite si presenta come cristalli prismatici allungati di dimensioni fino a 1 mm. Il minerale è trasparente con lucentezza vitrea; il colore è blu-verde, mentre quello del suo striscio è bianco-verdastro.